# Bernard Pilon (ingénieur)
Ne doit pas être confondu avec Bernard Pilon.
Bernard Pilon, né le 15 novembre 1926 et mort le 22 janvier 2016, est un ingénieur, architecte et urbaniste français. Ingénieur en chef puis ingénieur général des ponts et chaussées, il a notamment participé aux projets de La Défense, de l'aménagement des Halles, du tunnel sous la Manche.

## Biographie

### Formation et carrière professionnelle
Bernard Pilon est ingénieur de l'École polytechnique,. Ensuite, il choisit la fonction publique dans le Corps des ponts et chaussées, et sort de l'École des ponts en 1952,.
Il participe dans les années 1960 au projet d'aménagement du quartier de La Défense qui a vocation à devenir le principal centre d'affaires européen. Il devient chef de département de l'Établissement public pour l'aménagement de la région de la Défense (EPAD).
Lors du projet des Halles, le départ à Rungis des halles de Paris crée l'opportunité de réaliser à ciel ouvert la vaste gare d'échanges souterraine du RER, et le Forum des Halles. Ingénieur en chef des ponts et chaussées, Bernard Pilon est choisi et détaché pour être le directeur technique de la Société d'économie mixte d'aménagement des Halles (SEMAH). C'est sous son impulsion technique qu'est réalisée la mise en œuvre de l'urbanisme souterrain, avec intégration complète de l'infrastructure urbaine avec les bâtiments publics et privés, en totale indépendance avec l'emprise au sol et le plan parcellaire, ce qui est une nouveauté à l'époque.
Il regagne en mai 1981 son corps d'origine. Devenu ingénieur général des ponts et chaussées, il est chargé de mission auprès du directeur du Service d'études sur les transports, les routes et les autoroutes (SETRA). En septembre 1984, il est en plus membre de l'inspection générale de l'Équipement et de l'environnement.
Pour le tunnel sous la Manche, Bernard Pilon est le promoteur en 1983-1984 d'un des principaux projets français, avec un tunnel à large diamètre, projet appelé « Pilon tunnel » par les Anglais, mais non retenu. Il est cependant choisi pour coprésider la commission de sécurité du tunnel qui se réunit une première fois en juillet 1986. En 1990, il préside la commission française de sécurité.

### Vie privée
Il a épousé en 1957 Brigitte Costes, sœur de son camarade de promotion Didier Costes.
Il meurt le vendredi 22 janvier 2016 et ses obsèques sont célébrées le 28 janvier 2016.